# Timmy das Schäfchen/Episodenliste
Diese Liste der Episoden von Timmy das Schäfchen enthält alle Episoden der britischen Animationsserie Timmy das Schäfchen. Super RTL strahlte die Folgen nicht immer der Reihenfolge nach aus, diese Liste folgt der britischen Reihenfolge.

## Staffel 1 (2009)
| Nr. (ges.) | Nr. (St.) | Deutscher Titel               | Originaltitel           | Zusammenfassung | Erstausstrahlung GB | Deutschsprachige Erstausstrahlung (D) |
| ---------- | --------- | ----------------------------- | ----------------------- | --- | ------------------- | ------------------------------------- |
| 1          | 1         | Timmys Puzzle                 | Timmy's Jigsaw          | Timmy baut ein Puzzle zusammen, bei dem ein Puzzlestück fehlt. Timmy sucht nach dem fehlenden Teil. | –                   |                                       |
| 2          | 2         | Timmys Schluckauf-Hilfe       | Timmy's Hiccup-Cure     | Zicklein Kit hat durch seine Gefräßigkeit einen Schluckauf bekommen, und Timmy will ihm dabei helfen, den lästigen Schluckauf zu beseitigen. | –                   |                                       |
| 3          | 3         | Timmy will gewinnen           | Timmy Wants to Win      | Die Gruppe macht bei sportlichen Wettkämpfen dabei, und Timmy gibt sein Bestes, einen der Wettkämpfe zu gewinnen. | –                   |                                       |
| 4          | 4         | Timmy, der Künstler           | Timmy the Artist        | Timmy und Kati malen jeweils ein Bild vom anderen, geraten dabei in einem Zwist. | –                   |                                       |
| 5          | 5         | Timmy kann nicht tanzen       | Timmy Can't Dance       | Die Gruppe probieren sich an Tanzstilen, zu denen Timmy nicht tanzen kann. Er möchte lieber zu Hip-Hop-Musik tanzen. | –                   |                                       |
| 6          | 6         | Timmy muss sich entschuldigen | Timmy Says Sorry        | Timmy spielt Fußball und zerschießt versehentlich eine Scheibe vom Kindergartenhaus. | –                   |                                       |
| 7          | 7         | Timmy rettet die Show         | Timmy Steals the Show   | Der Kiga veranstaltet eine Talentshow. Jule versucht sich als Sängerin, beim Proben versagt dann die Stimme, und Timmy springt für Jule ein. | –                   |                                       |
| 8          | 8         | Timmy will alles              | Timmy Wants the Beret   | Timmy klaut Ralphis gelbe Baskenmütze und später zwei andere Sachen. Die anderen wollen daraufhin nicht mehr mit ihm zusammen sein. | –                   |                                       |
| 9          | 9         | Timmys blaue Periode          | Timmy Wants the Blues   | Timmy hat eine Blauphase, und deshalb muss alles, was er benutzt, blau sein. | –                   |                                       |
| 10         | 10        | Timmy spielt Fußball          | Timmy Plays Ball        | Timmy sieht nicht ein, dass die anderen auch mit dem Fußball spielen dürfen, da er es wesentlich besser kann als alle anderen. Nach der Pause möchte nur Olli mit ihm Ball spielen, so zeigt er ihm, wie das geht.                                  | –                   |                                       |
| 11         | 11        | Timmys Picknick               | Timmy's Picnic          | Bei einem Picknick spielen Timmy, Ida und Max Fußball, bis der Ball durch Idas Stacheln kaputtgeht. | –                   |                                       |
| 12         | 12        | Timmy spielt Verstecken       | Timmy Tries to Hide     | Die Kinder spielen Verstecken, aber niemand versteckt sich mit Max, weil er zu aufgebracht ist. Timmy fasst sich ein Herz und versucht es dann doch mit ihm.                                                                                        | –                   |                                       |
| 13         | 13        | Timmy auf Achse               | Timmy on Wheels         | Timmy fährt mit dem Dreirad, versucht es dann aber mit dem Kickboard, womit er sich schwertut, im Gegensatz zu Kati, die ein Profi auf dem Kickboard ist.                                                                                           | –                   |                                       |
| 14         | 14        | Timmy und das Klassenfoto     | Snapshot Timmy          | Draußen scheint nach langem Regen die Sonne, und Eduard veranlasst, dass bei strahlendem Sonnenschein die Klasse gesammelt zu einem Foto zusammenkommt.                                                                                             | –                   |                                       |
| 15         | 15        | Timmy und das Gewitter        | Timmy Goes Bang         | Draußen donnert und blitzt es. Dadurch wird Timmy von lauten Geräuschen angesteckt und donnert die Hoftür auf und zu. | –                   |                                       |
| 16         | 16        | Timmy und sein Boot           | Timmy Afloat            | Die Klasse soll Spielzeugboote für eine Mini-Regatta bauen. Timmy soll zusammen mit dem verschnupften Streifi ein Boot basteln. | –                   |                                       |
| 17         | 17        | Timmy und der Frühjahrsputz   | Timmy Gets the Job Done | Beim Frühjahrsputz müssen alle mitmachen, aber Timmy will lieber draußen spielen. | –                   |                                       |
| 18         | 18        | Timmy braucht ein Bad         | Timmy Needs a Bath      | Nach einem wilden Fußballspiel ist Timmys Fell voller Schlamm. Dennoch will er sich vor dem bevorstehenden Bad drücken. | –                   |                                       |
| 19         | 19        | Timmy will die Trommel        | Timmy Wants the Drum    | An die Kinder werden Musikinstrumente ausgeteilt. Timmy will die Trommel haben, bekommt aber nur die Triangel, während Jule das begehrte Musikinstrument bekommt.                                                                                   | –                   |                                       |
| 20         | 20        | Timmy lernt Kart fahren       | Go Kart Timmy           | Timmy fährt wie ein wilder mit einem Kart durch die Gegend und richtet einiges an. Eduard macht mit ihm ein Fahrtraining. | –                   |                                       |
| 21         | 21        | Timmy, die Lok                | Timmy the Train         | Timmy und seine Kameraden spielen Lok, Timmy ist die Zugmaschine. Kati will es ebenso sein und tritt mit Timmy in einem Konkurrenzkampf um die Lokführerschaft.                                                                                     | –                   |                                       |
| 22         | 22        | Timmys Sockenpuppe            | Timmy's Puppet          | Timmy hat unterwegs seine Sockenpuppe verloren, findet sie nicht mehr und ist traurig. Mit Henriette bastelt er eine neue Puppe. | –                   |                                       |
| 23         | 23        | Timmy, der Budenbauer         | Timmy the Builder       | Die Gruppe baut sich in Zweiergruppen Zelte auf. Timmy hat seine Schwierigkeiten damit und lässt sich von Olli helfen. | –                   |                                       |
| 24         | 24        | Timmy bringt Freude           | Timmy Brings a Smile    | Ida lässt ihre Schmusedecke beim Spielen mit Timmys Holzrennauto aus den Augen und diese wird dann von drei ihrer Kameraden für verschiedene Zwecke gebraucht. Als Ida das Verschwinden der Decke entdeckt, ist sie traurig. Timmy heitert sie auf. | –                   |                                       |
| 25         | 25        | Timmys Maske                  | Timmy's Mask            | Die Kinderschar bastelt sich Tiermasken. Timmy will sie auch bei der Spielezeit und beim Mittagessen aufbehalten, wobei die Maske allerdings stört.                                                                                                 | –                   |                                       |
| 26         | 26        | Timmy, der Gärtner            | Timmy's Spring Surprise | Die Kita-Gruppe pflanzen Samen ein. Während bei den anderen sich die Triebe bemerkbar machen, will Timmys Pflanze nicht so recht wachsen. | –                   |                                       |

## Staffel 2 (2010)
| Nr. (ges.) | Nr. (St.) | Deutscher Titel               | Originaltitel          | Zusammenfassung | Erstausstrahlung GB | Deutschsprachige Erstausstrahlung (D) |
| ---------- | --------- | ----------------------------- | ---------------------- | --- | ------------------- | ------------------------------------- |
| 27         | 1         | Timmy lernt zu zaubern        | Timmy Learns Magic     | Erzieher Eduard bringt ein Paket mit Zauberutensilien in die Kita. Timmy sieht das und bedient sich des Zauberstabes. Durch einen bizarren Zufall denkt er, dass er ein echter Zauberer ist, und will dies seinen Freunden demonstrieren. | –                   |                                       |
| 28         | 2         | Timmys klebrige Wolle         | Sticky Timmy           | Henriette klebt etwas auf und dabei kleckst sie mit Kleber. Timmy bekommt etwas ab, und alles bleibt an ihm hängen. | –                   |                                       |
| 29         | 3         | Timmy verkleidet sich         | Timmy Gets Spooked     | Halloween naht, die Kinder schnitzen Kürbisse und verkleiden sich. Timmy und Franky können es nicht lassen und erschrecken ihre Freunde. Diese planen einen Streich und vergruseln ihrerseits die beiden Übeltäter. | –                   |                                       |
| 30         | 4         | Timmy ist müde                | Sweet Dreams Timmy     | Statt in der Mittagspause mit den anderen ein Mittagsschläfchen zu halten will Timmy lieber spielen. Als nach der Pause alle spielen, ist Timmy zu müde, um mitzumachen. | –                   |                                       |
| 31         | 5         | Timmy will fliegen können     | Timmy Learns to Fly    | Die kleine Eule Olli benutzt die Flugfähigkeit, um Max den Drachen aus einem Geäst zu holen. Timmy will daraufhin auch fliegen können und wird von Olli unterstützt. | –                   |                                       |
| 32         | 6         | Timmy auf Schatzsuche         | Timmy Finds Treasure   | Zusammen mit seinen Kameraden spielt Timmy Piraten gehen auf Schatzsuche. Tatsächlich werden sie fündig: Erzieherin Henriette hat ihre Perlenkette im Sandkasten verloren. | –                   |                                       |
| 33         | 7         | Timmy, der Postbote           | Timmy the Postman      | Die Freunde schreiben (malen) sich gegenseitig Briefe, Timmy spielt den Postboten. Er verliert allerdings die Briefe, erst nachdem alle wieder eingesammelt sind, kann er sie verteilen. Er ist der Einzige, der keinen Brief bekommt, bis Ralfi auch seinen Brief wiederfindet.                                                                   | –                   |                                       |
| 34         | 8         | Timmys kleines Auto           | Timmy's Truck          | Olli hat ein kleines Auto, Timmy ist sehr neidisch darauf. Er nimmt es sich unerlaubt und muss sich entschuldigen. Daraufhin bauen die Freunde einen Parcours auf. Nachdem Timmy den fahren durfte, geht das Auto in einem Unfall mit der Wippe kaputt. Timmy bastelt ein neues Auto für Olli, allerdings konnte Eduard das echte Auto reparieren. | –                   |                                       |
| 35         | 9         | Timmy und das Glöckchen       | Timmy Rings the Bell   | Timmy und seine Freunde basteln eine Vogelscheuche. Beim Mittagessen bemerkt Kati plötzlich, dass sie beim Basteln ihr neues Glöckchen verloren hat. Timmy möchte ihr gerne helfen und sucht danach, als er im Garten ein leises Klingeln hört. Er findet das Glöckchen im Strohbauch der Vogelscheuche.                                           | –                   |                                       |
| 36         | 10        | Timmys Traktor                | Timmy's Tractor        | Timmy bastelt einen Traktor. Mit den Einzelteilen davon hilft er seinen Freunden. Als sein Traktor kaputtgeht, helfen die Freunde, indem sie einen Spielzeugtraktor für Timmy herrichten. | –                   |                                       |
| 37         | 11        | Timmys neue Freundin          | Timmy's New Friend     | Timmy und Jule spielen sehr oft miteinander. Als sie sich öfters dann anderen zuwendet, ist Timmy traurig und modelliert eine Ente aus Knetmasse, die nun seine neue Spielkameradin ist – sehr zum Leidwesen von Jule, die von Timmy nicht mehr beachtet wird.                                                                                     | –                   |                                       |
| 38         | 12        | Timmy hat Geburtstag          | Timmy's Birthday       | Timmy wird vier und alle seine Kita-Kameraden gratulieren ihm. Zusammen backen sie einen Kuchen und nehmen an Spielen wie Blinde Kuh oder Topfschlagen teil. | –                   |                                       |
| 39         | 13        | Timmys Papierflugzeug         | Timmy's Plane          | Franky zeigt Timmy wie man ein Papierflugzeug baut. Die Freunde veranstalten einen Flugwettbewerb. | –                   |                                       |
| 40         | 14        | Timmy räumt auf               | Tidy Timmy             | Timmy räumt das Spielzeug von allen Kindern weg und „versteckt“ dabei versehentlich sein Kuscheltier. | –                   |                                       |
| 41         | 15        | Timmy bleibt am Ball          | Timmy Bounces Back     | Die Kinder spielen Ballspiele und alle haben Spaß. Nur Streifi nicht, denn der macht irgendwie alles falsch. Da hat Timmy eine Idee, wie er Stripey helfen kann... | –                   |                                       |
| 42         | 16        | Timmy recycelt                | Timmy's Tins           | Eduard sortiert den Müll. Das bemerkt Timmy und klaut sich einige Dosen und Flaschen und spielt damit. | –                   |                                       |
| 43         | 17        | Timmy, der Roboter            | Timmy the Robot        | Franky ist ein Spielzeugroboter kaputtgegangen. Timmy bietet sich ihm als „lebensechten“ Roboter an. | –                   |                                       |
| 44         | 18        | Timmy wieder auf Schatzsuche  | Timmy's Treasure Trail | Die Kinder sind auf Schnitzljagdt nach einem leckeren Picknickkorb. Aber Kid frisst die Hinweise... | –                   |                                       |
| 45         | 19        | Timmy geht campen             | Timmy Goes Camping     | Die Gruppe baut ein großes gelbes Zelt auf. Timmy wird das zu eng und baut sich ein eigenes, provisorisches Zelt. | –                   |                                       |
| 46         | 20        | Timmys kleines Haustier       | Timmy's Pet Problem    | Henriette säubert den Boden und montiert dann den unteren Teil des Wischmopps ab. Timmy hält das für ein Haustier und pflegt es entsprechend. | –                   |                                       |
| 47         | 21        | Timmy will das Flugzeug haben | Count on Timmy         | Heute wird eingekauft: Jeder erhält „Geld“ in Form von Knöpfen, und alle kaufen fleißig. Da kommt auf dem Ladentisch ein Flugzeug zum Vorschein, das Timmy haben will, und Franky auch... | –                   |                                       |
| 48         | 22        | Timmy will baden gehen        | Timmy Makes a Splash   | Eduard baut ein Schwimmbecken auf. Streifi entdeckt, dass man mit dem Stöpsel, wo die Luft hereingeblasen wird, spielen kann – und das geht schief... | –                   |                                       |
| 49         | 23        | Timmys Schneeball             | Timmy's Snowball       | Timmy liebt seinen Schneeball und hebt ihn im Haus in seiner Brotbüchse auf. Nach dem Schlafen findet er nur Wasser... | –                   |                                       |
| 50         | 24        | Timmy und das Monster         | Timmy's Monster        | Timmy findet große Fußabdrücke im Schnee und macht sich auf die Suche nach dem passenden Monster. | –                   |                                       |
| 51         | 25        | Timmy gibt Nachhilfe          | Timmy Slips Up         | Kid fällt auf dem Eis immer hin, deshalb hält Timmy seinen Arm fest und polstert seinen Rücken. | –                   |                                       |
| 52         | 26        | Timmys Schneemann             | Timmy's Snowman        | Jule baut einen Schneemann. Timmy versucht sie hierbei mit seinem Schneemann zu übertreffen. | –                   |                                       |

## Staffel 3 (2011)
| Nr. (ges.) | Nr. (St.) | Deutscher Titel                  | Originaltitel              | Zusammenfassung                                                                                  | Erstausstrahlung GB | Deutschsprachige Erstausstrahlung (D) |
| ---------- | --------- | -------------------------------- | -------------------------- | ------------------------------------------------------------------------------------------------ | ------------------- | ------------------------------------- |
| 53         | 1         | Timmy macht Musik                | Timmy Makes Music          | Timmy kann sich nicht für ein Instrument entscheiden, also benutzt er alle, die ihm Spaß machen. | –                   |                                       |
| 54         | 2         | Timmys laute Hupe                | Beep Beep Timmy            | –                                                                                                | –                   |                                       |
| 55         | 3         | Timmy als Doktor                 | Doctor Timmy               | –                                                                                                | –                   |                                       |
| 56         | 4         | Timmys großer Keks               | Timmy's Cookie             | Die Kinder backen Kekse. Timmys Keks ist riesig. Und er hat ihn furchtbar lieb.                  | –                   |                                       |
| 57         | 5         | Timmy auf der Suche              | Timmy's Big Search         | –                                                                                                | –                   |                                       |
| 58         | 6         | Timmy, das Baby                  | Baby Time Timmy            | –                                                                                                | –                   |                                       |
| 59         | 7         | Timmy und der Außerirdische      | Timmy Finds Aliens         | –                                                                                                | –                   |                                       |
| 60         | 8         | Timmy als Ballerina              | Ballerina Timmy            | –                                                                                                | –                   |                                       |
| 61         | 9         | Timmys Überraschungskiste        | Boing Boing Timmy          | –                                                                                                | –                   |                                       |
| 62         | 10        | Timmy findet den Ton             | Timmy In Tune              | –                                                                                                | –                   |                                       |
| 63         | 11        | Timmys Dreirad soll glänzen      | Timmy Makes It Shine       | –                                                                                                | –                   |                                       |
| 64         | 12        | Timmy, der Feuerwehrmann         | Fireman Timmy              | –                                                                                                | –                   |                                       |
| 65         | 13        | Timmy und der Luftballon         | Timmy and the Balloon      | –                                                                                                | –                   |                                       |
| 66         | 14        | Timmy und das beste Spielzeug    | Timmy and the Super Rabbit | –                                                                                                | –                   |                                       |
| 67         | 15        | Timmy quietscht                  | Squeaky Timmy              | –                                                                                                | –                   |                                       |
| 68         | 16        | Timmy und das Eierversteck       | Timmy's Egg Heads          | –                                                                                                | –                   |                                       |
| 69         | 17        | Timmy auf Safari                 | Timmy on Safari            | –                                                                                                | –                   |                                       |
| 70         | 18        | Timmys Dreieck                   | Timmy Shapes Up            | –                                                                                                | –                   |                                       |
| 71         | 19        | Timmy und der chinesische Drache | Timmy and the Dragon       | –                                                                                                | –                   |                                       |
| 72         | 20        | Timmys Hüpfball                  | Timmy's Bouncy Friend      | –                                                                                                | –                   |                                       |
| 73         | 21        | Timmys Zwilling                  | Timmy's Twin               | –                                                                                                | –                   |                                       |
| 74         | 22        | Timmy, der Held                  | Timmy the Hero             | –                                                                                                | –                   |                                       |
| 75         | 23        | Timmy, der Handwerker            | Fix it Timmy               | –                                                                                                | –                   |                                       |
| 76         | 24        | Timmy ist ungeduldig             | Timmy and the Kite         | –                                                                                                | –                   |                                       |
| 77         | 25        | Timmy als Ritter                 | Timmy's Castle             | –                                                                                                | –                   |                                       |
| 78         | 26        | Timmys Sammelalbum               | Timmy's Scrapbook          | –                                                                                                | –                   |                                       |

## Sonderfolgen (~21 Min.)
| Nr. (ges.) | Nr. (St.) | Deutscher Titel                    | Originaltitel              | Zusammenfassung | Erstausstrahlung GB | Deutschsprachige Erstausstrahlung (D) |
| ---------- | --------- | ---------------------------------- | -------------------------- | --- | ------------------- | ------------------------------------- |
| 79         | 1         | Timmys Überraschung zu Weihnachten | Timmy's Christmas Surprise | Es schneit so gewaltig, dass alle Kinder, Eduard und Henriette im Kindergarten eingeschneit werden und dort zusammen Weihnachten feiern. | –                   |                                       |
| 80         | 2         | Timmy, der Retter auf hoher See    | Timmy's Seaside Rescue     | – | –                   |                                       |